# عمارت ارباب هرمز
عمارت ارباب هرمز یا عمارت مجیدآباد ساختمانی است که طبق شواهد متعلق به اواخر دوره قاجار است و در قریۀ مجیدآباد ساخته شده بود. این عمارت در تهرانپارس کنونی، داخل بوستان پلیس قرار دارد. عمارت ارباب هرمز با شماره ۱۴۶۱۰ در اسفندماه ۱۳۸۴ در فهرست آثار ملی به ثبت رسیده‌است.

## معماری بنا
مرمت‌کاران امروزی با وجود تغییرات اساسی که عمارت ارباب هرمز در دوره‌های مختلف داشته‌است، هویت اصلی معماری آن را به دوره‌های قاجار و پهلوی نسبت می‌دهند. این عمارت تزئینات بسیار جزئی و کاربندی‌های ساده دارد که حاکی از معماری قاجاری این بنا است.
این عمارت در قسمت بالایی باغ خود قناتی داشت که آب به‌وسیلهٔ لوله‌های سفالی به نام تنبوشه، به‌سمت حوض و فضای حوض‌خانه در طبقهٔ همکف هدایت می‌شد. این عمارت دارای دو گوشواره و هر گوشواره دارای طاقچه‌هایی با رنگ‌های گوناگون است که در زمان پهلوی اول افزوده و در زمان پهلوی دوم، هم‌زمان با دورهٔ ارباب هرمز، اتاق‌های انتهایی آن ساخته شد.
مساحت این عمارت دوطبقه به‌همراه زیرزمینی کوچک، ۹۰۰ متر مربع است که در آغاز در باغی به وسعت یک میلیون مترمربع بنا شده بود که در حال حاضر ۴۲ هزار مترمربع از آن باقی مانده‌است.

## کاربری
موزه گرافیک ایران که به همت انجمن صنفی طراحان گرافیک و حمایت سازمان زیباسازی شهرداری تهران به منظور حفظ، پژوهش و نمایش میراث طراحی گرافیک در عمارت تاریخی ارباب هرمز تأسیس شده‌است. این موزه از اردیبهشت ۱۳۷۹ آغاز به کار کرده‌است.

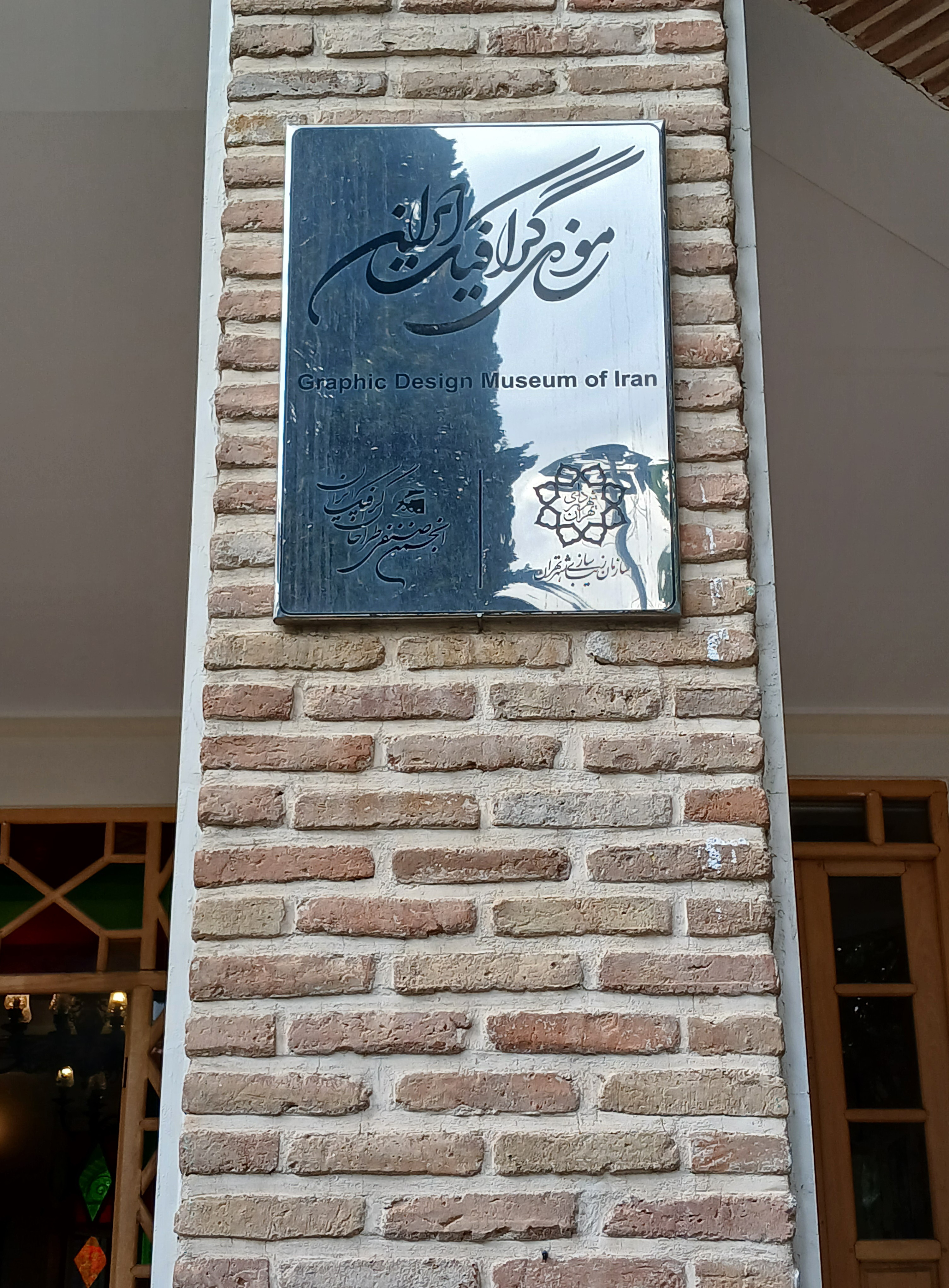
تابلوی موزه

## نگارخانه

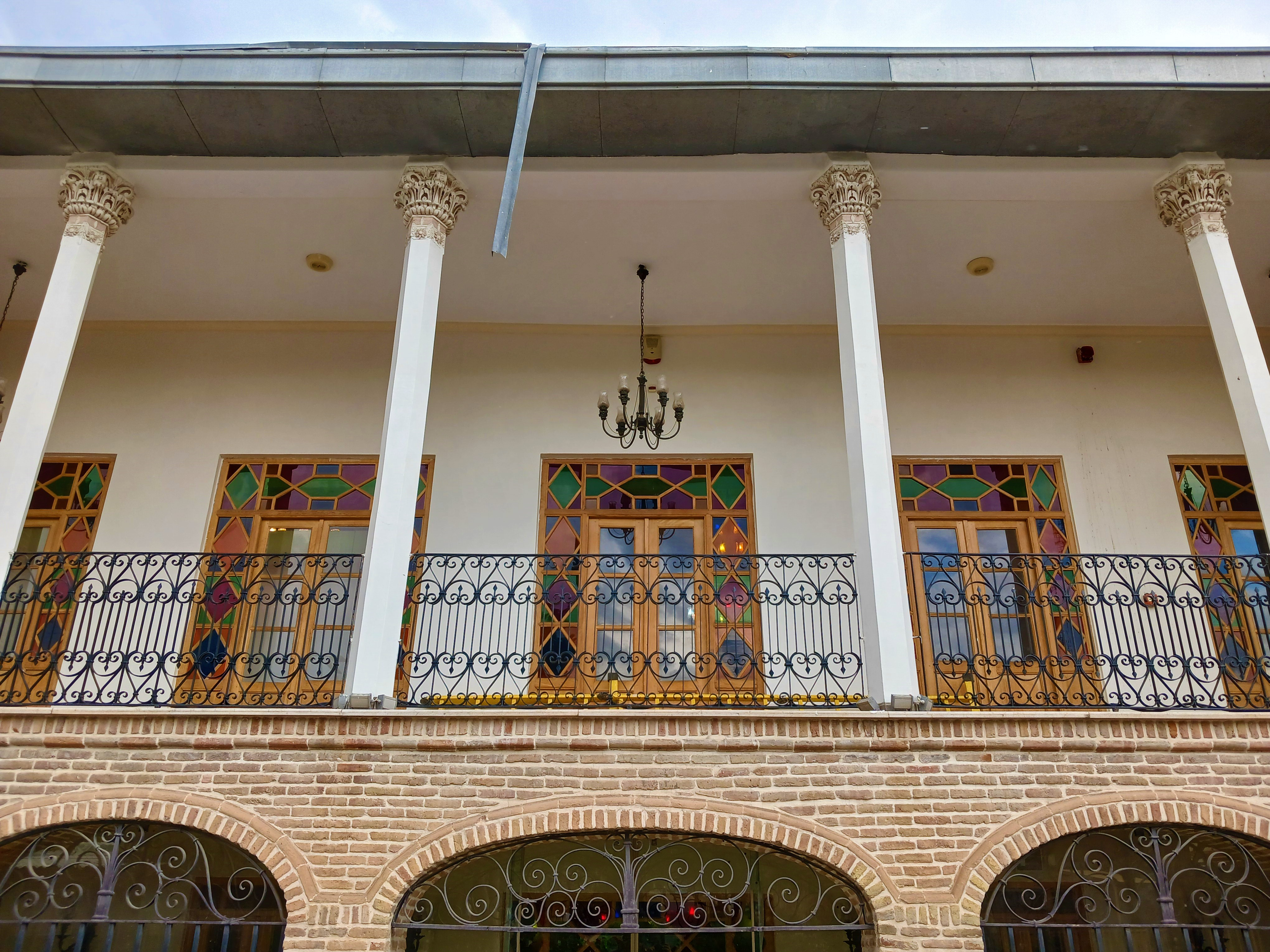
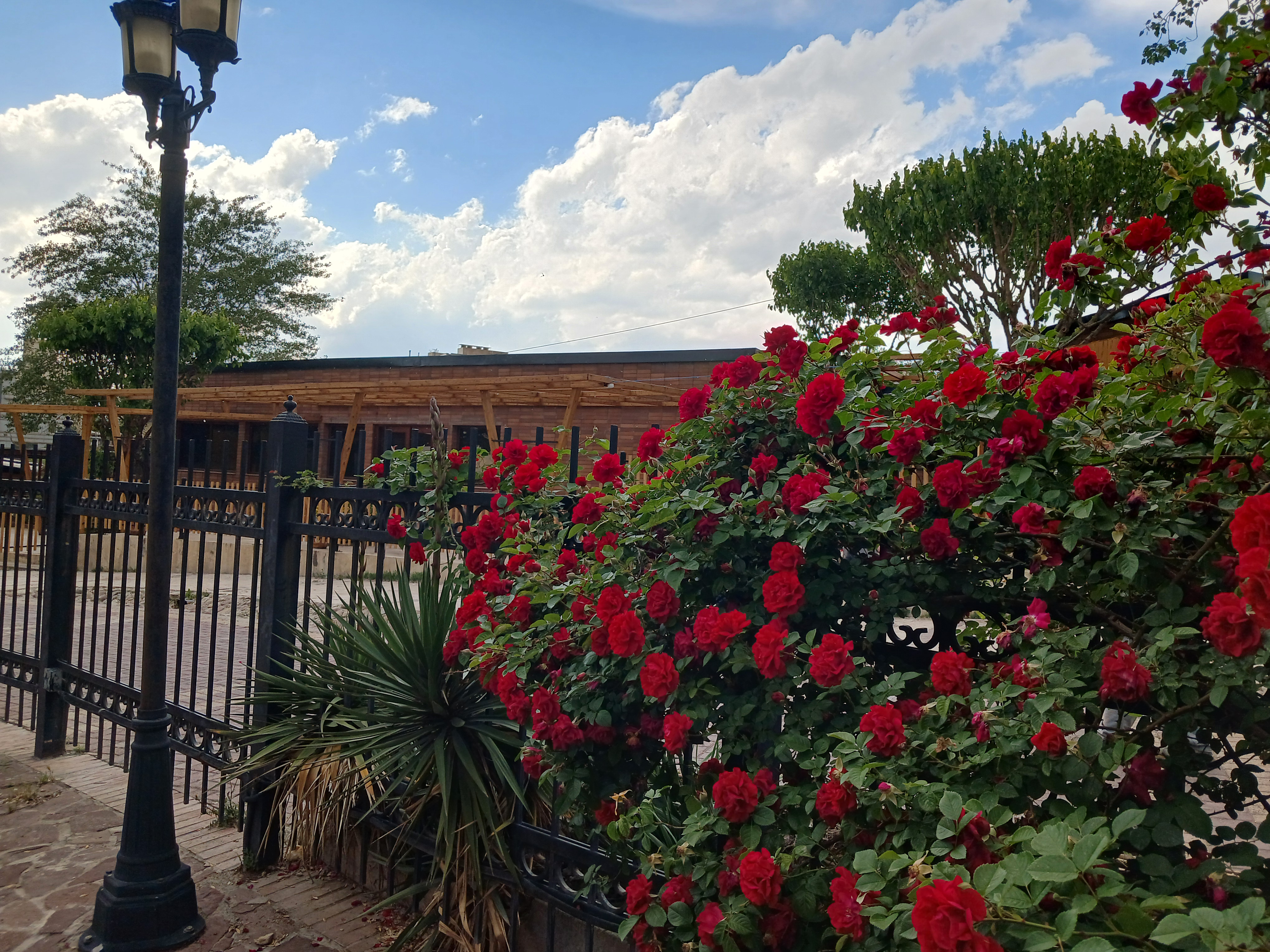
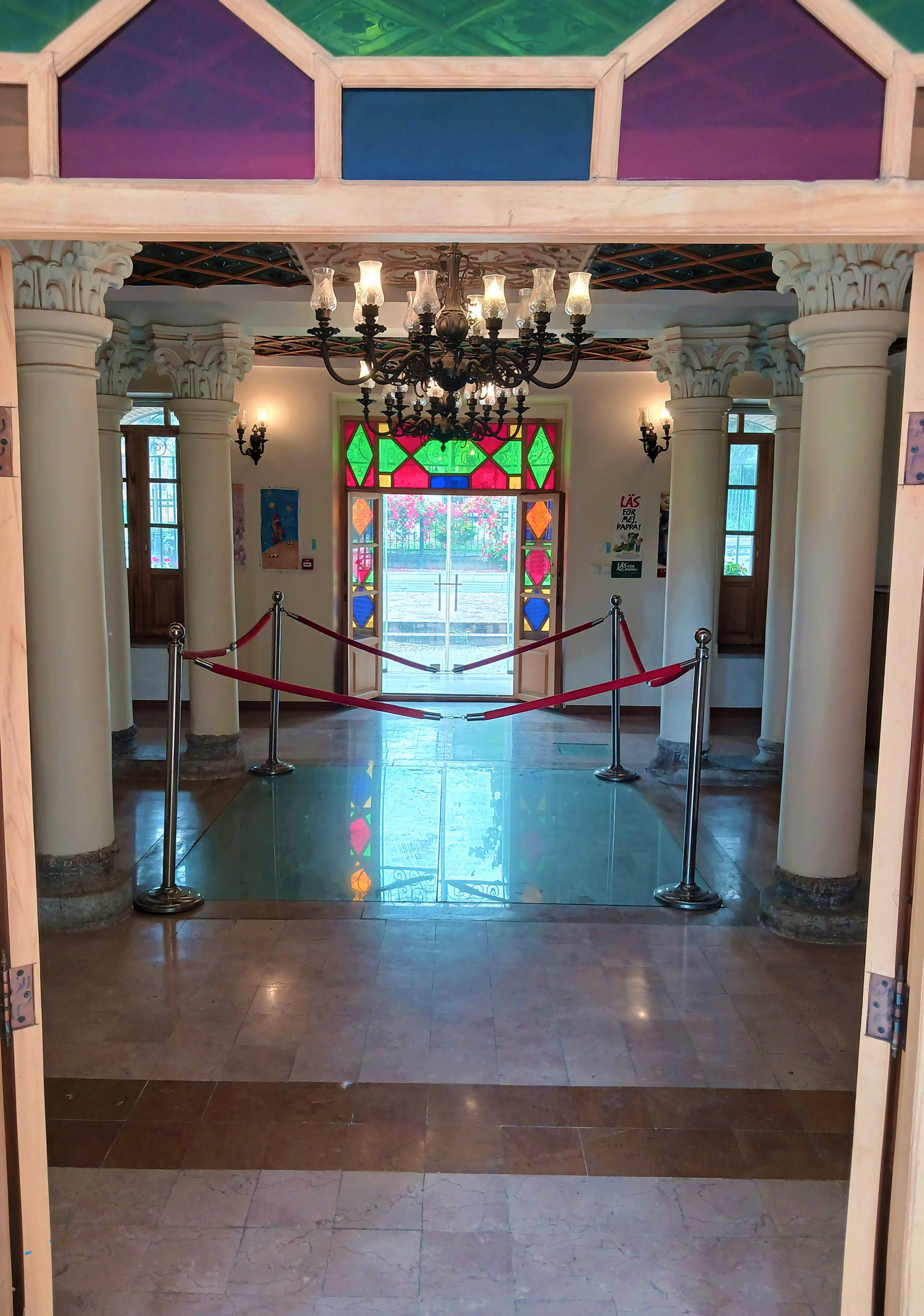
درون عمارت